# 聖靈島 (墨西哥)

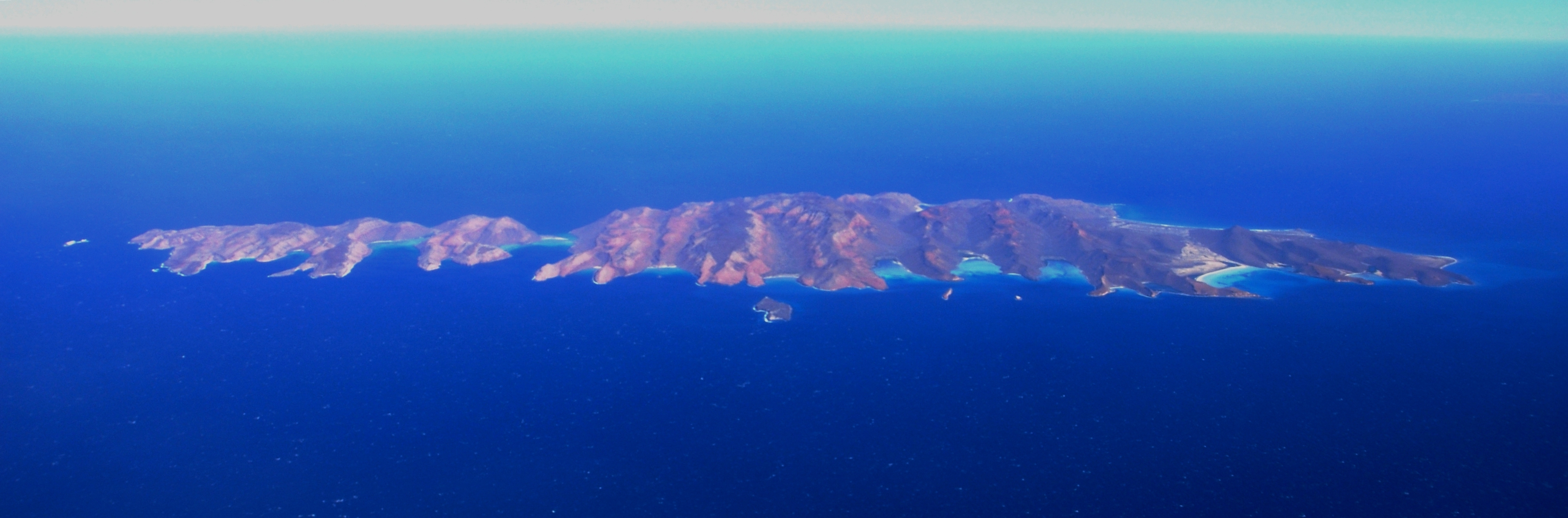

聖靈島（西班牙語：Isla Espíritu Santo）是墨西哥的島嶼，位於首府拉巴斯以北的太平洋海域，由下加利福尼亞州負責管轄，長15.1公里、寬9.6公里，面積80.763平方公里，最高點海拔高度595米，島上無人居住。

## 外部連結
- Southern end of Espíritu Santo （页面存档备份，存于） at Flickr
- VIDEO TOUR

24°28′17″N 110°19′57″W / 24.47139°N 110.33250°W